# Perth Glory FC
Perth Glory Football Club – australijski profesjonalny klub piłkarski z siedzibą w Perth (Australia Zachodnia), założony 1 grudnia 1995. Zespół występuje w rozgrywkach A-League; dwukrotny mistrz Australii (2003, 2004), czterokrotny triumfator sezonu zasadniczego (2000, 2002, 2004, 2019). W latach 1996–2004 klub występował w rozgrywkach National Soccer League.

## Historia

### Tło historyczne
Perth po raz pierwszy wykazało chęć przyłączenia się do rozgrywek krajowych National Soccer League (NSL) już przed pierwszym inauguracyjnym sezonem 1977. Jednak szereg problemów logistycznych i finansowych spowodowały wykluczenie drużyny z Perth w rozgrywkach krajowych. W pierwszym sezonie wystąpiły drużyny z Adelaide, Brisbane, Canberry, Melbourne i Sydney. Do 1996 roku żaden klub z Australii Zachodniej nie reprezentował stanu na poziomie krajowym.
W 1993 roku federacja stanowa Soccer Association Western Australia (obecna nazwa Football West) razem z prywatnym konsorcjum poinformowała, że zespół z Perth wystąpi w rozgrywkach singapurskiej ligi – FAS Premier League (FAS PL). W 1994 roku został utworzony klub Perth Kangaroos IFC, który razem z innym australijskim zespołem Darwin Cubs FC od sezonu 1994 dołączyły do rozgrywek FAS PL. Jednocześnie w tym samym czasie pojawił się plan utworzenia wspólnej ligi dla Azji Południowo-Wschodniej. W trakcie sezonu drużyna Perth Kangaroos w wyniku problemów finansowych została przejęła przez konsorcjum Arena Investments. Drużyna Perth Kangaroos zdobyła mistrzostwo ligi, nie odnosząc przy tym żadnej porażki i jednocześnie klub po sezonie 1994 został rozwiązany. Związane to było z brakiem odpowiedniego sponsoringu rozgrywek ze strony federacji singapurskiej (Football Association of Singapore).

### Założenie
Po rozwiązaniu klubu Perth Kangaroos, federacja krajowa Australian Soccer Federation (współcześnie pod nazwą Football Federation Australia; FFA) w październiku 1994 roku przyznała konsorcjum Arena Investments licencję dla klubu z Perth w rozgrywkach NSL. Na czele nowego klubu stanęli właściciel Arena Investments – Nick Tana we współpracy z Paulem Afkosem. Jednocześnie konsorcjum Arena Investments stało się pierwszym prywatnym właścicielem klubu w NSL. Oficjalnie 1 grudnia 1995 roku poinformowano o utworzeniu klubu Perth Glory FC. Po ogłoszeniu decyzji pierwszym trenerem w historii Perth Glory został Australijczyk Gary Marocchi, wcześniejszy trener Perth Kangaroos. Ponadto człon kadry zespołu został oparty na byłych zawodnikach Perth Kangaroos. Perth Glory dołączyło do rozgrywek NSL od sezonu 1996/1997.

### National Soccer League
Start sezonu 1996/1997 został poprzedzony rozgrywkami NSL Cup (1996), w których drużyna Perth Glory nie wystąpiła z powodu odmowy udziału. Perth Glory zainaugurowało rozgrywki w NSL w dniu 13 października 1996 roku w domowym spotkaniu przeciwko UTS Sydney Olympic FC. Spotkanie zakończyło się porażką gospodarzy w stosunku 1:4. W sezonie 1996/1997 klub Perth Glory zakończył sezon zasadniczy na 7. miejscu z dorobkiem 38 punktów i nie awansował do serii finałowej rozgrywek. Gary Marocchi prowadził klub Perth Glory do końca sezonu 1997/1998. W sezonie 1997/1998 klub uplasował się na 8. miejscu w sezonie zasadniczym i nie uzyskał awansu do serii finałowej.
Od sezonu 1998/1999 na stanowisko trenera został zatrudniony niemiecki szkoleniowiec Bernd Stange, który prowadził klub Perth Glory do końca sezonu 2000/2001. Za kadencji trenera Bernda Stange, klub Perth Glory trzykrotnie z rzędu kończył sezon zasadniczy na jednym z trzech pierwszych miejsc oraz raz wystąpił w finale rozgrywek (tzw. Grand Final). W sezonie 1998/1999 Perth Glory uplasowało się na 3. miejscu w sezonie zasadniczym. W serii finałowej Perth Glory dotarł do półfinału, w którym uległ drużynie Sydney United FC w stosunku 1:2. W sezonie 1999/2000 Perth Glory zajęło 1. miejsce w sezonie zasadniczym z dorobkiem 64 punktów. W serii finałowej klub dotarł do finału rozgrywek. W finale zmierzył się przeciwko drużynie Wollongong Wolves FC. Perth Glory do przerwy prowadziło z zespołem Wollongong Wolves 3:0. W drugiej połowie drużyna Wollongong Wolves odrobiła straty i mecz po regulaminowym czasie gry zakończył się wynikiem 3:3. Mecz finałowy został rozstrzygnięty w konkursie rzutów karnych, w który Perth Glory przegrało w stosunku 6:7. Perth Glory w sezonie zasadniczym 2000/2001, zakończył zmagania na 3. miejscu. Natomiast serię finałową klub zakończył na rundzie eliminacyjnej. W rundzie eliminacyjnej Perth Glory podejmowało w dwumeczu zespół Melbourne Knights FC. Dwumecz zakończył się remisem 2:2 i o awansie decydowała zasada bramek na wyjeździe, która promowała zespół Melbourne Knights do kolejnej fazy rozgrywek (I. mecz wyjazdowy 0:0; II. mecz domowy 2:2).
Od sezonu 2001/2002 szkoleniowcem klubu był południowoafrykański trenera Jean-Michel d'Avray. Jean-Michel d’Avray prowadził klub Perth Glory do końca sezonu 2003/2004. Za kadencji trenera Jean-Michel d’Avray klub Perth Glory dwukrotnie zdobył tytuł mistrza kraju oraz raz wystąpił w finale rozgrywek. Ponadto klub dwukrotnie triumfował w sezonie zasadniczym oraz raz zajął 2. miejsce. W sezonie zasadniczym 2001/2002 Perth Glory zakończyło zmagania na 1. miejscu z dorobkiem 55 punktów. Natomiast w serii finałowej klub drugi raz w swojej historii wystąpił w finale rozgrywek. W finale uległ drużynie Sydney Olympic Sharks FC w stosunku 0:1. W sezonie zasadniczym 2002/2003 Perth Glory uplasowało się na 2. miejscu. W serii finałowej klub zajął 1. miejsce w grupie mistrzowskiej i uzyskał awans do finału rozgrywek. Perth Glory drugi raz z rzędu wystąpił w finale rozgrywek, w którym ponownie podejmował zespół Sydney Olympic Sharks. Finał zakończył się zwycięstwem Perth Glory w stosunku 2:0; zdobywając tym samym pierwszy tytuł mistrzowski w swojej historii. W następnym sezonie 2003/2004 Perth Glory triumfowało w części zasadniczej rozgrywek, plasując się na 1. miejscu z dorobkiem 57 punktów. W serii finałowej Perth Glory trzeci raz z rzędu wystąpili w finale rozgrywek. W finale Perth Glory pokonało po dogrywce drużynę Parramatta Power SC w stosunku 1:0; zdobywając drugi tytuł mistrza kraju. Spotkanie przeciwko Parramatta Power rozegrane w dniu 4 kwietnia 2004 roku było zarazem ostatnim spotkaniem Perth Glory w rozgrywkach NSL oraz ostatnim meczem w historii tych rozgrywek. W 2003 roku został opublikowany Report of the Independent Soccer Review Committee, który stwierdzał niegospodarność rozgrywek, a jednocześnie wytyczył podstawy dla funkcjonowania nowych rozgrywek – A-League.

### A-League

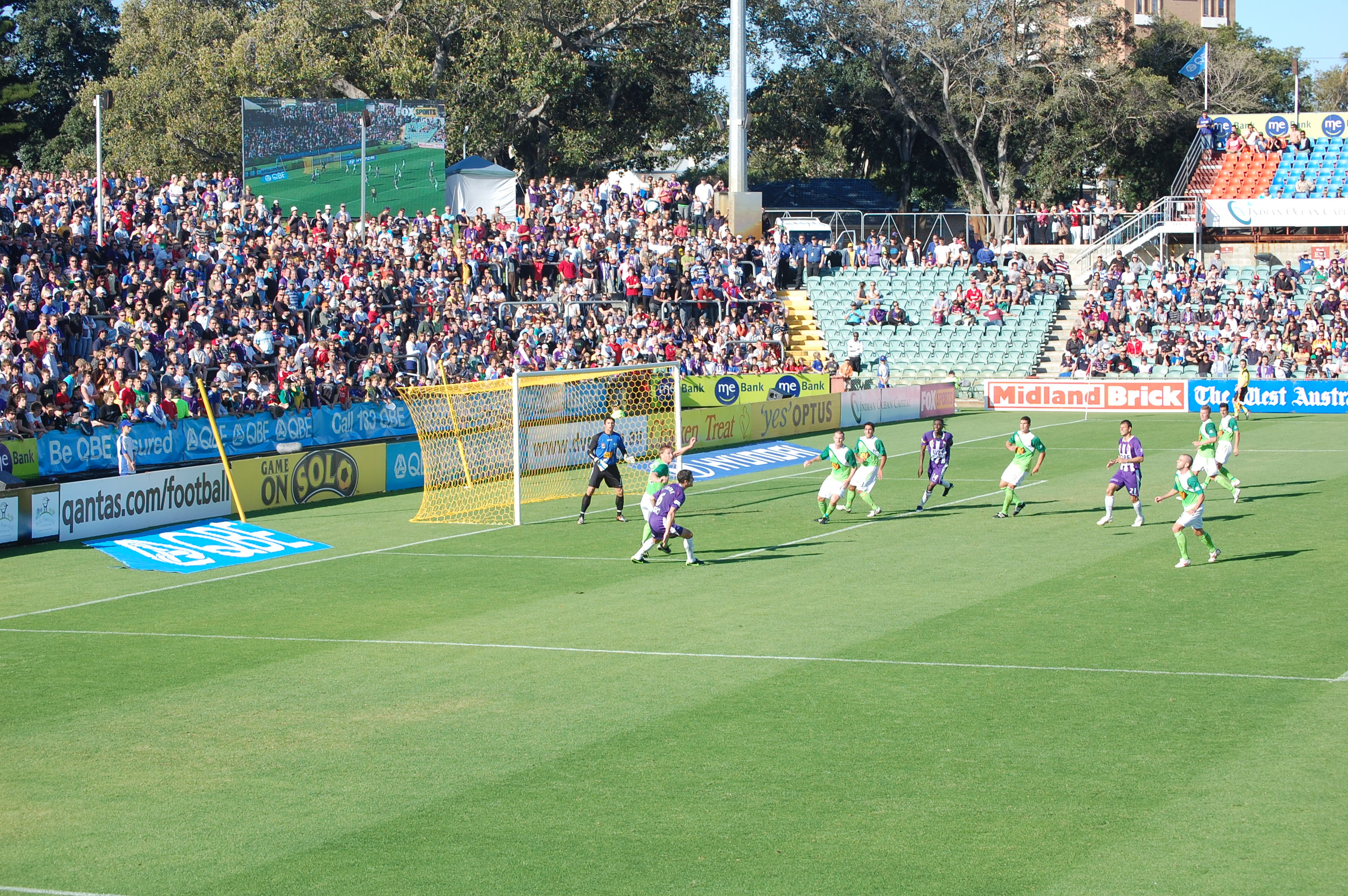
Mecz sezonu zasadniczego pomiędzy Perth Glory i North Queensland Fury FC (wynik 1:1; 3 października 2009)

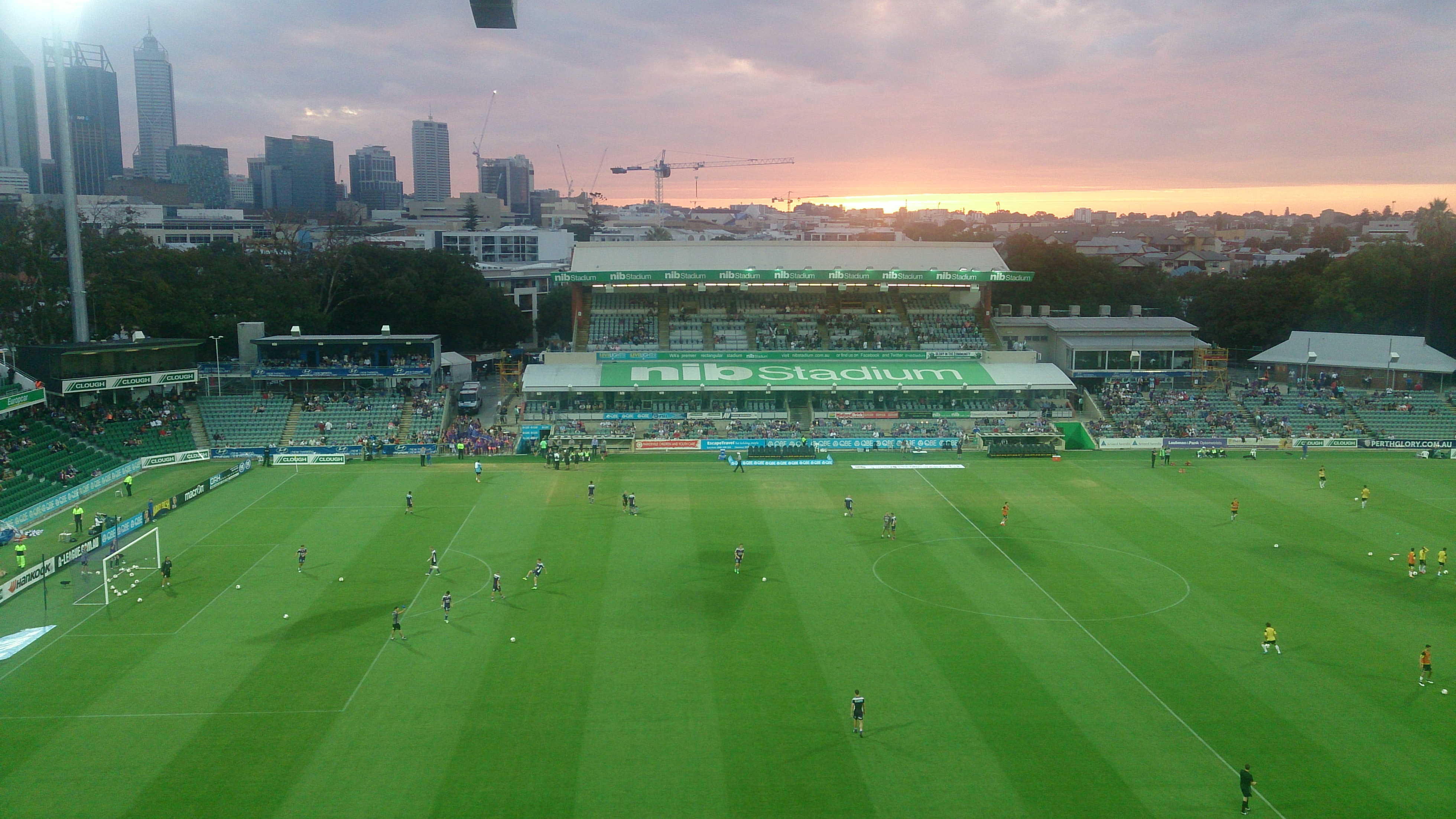
Rozgrzewka przed meczem sezonu zasadniczego pomiędzy Perth Glory i Wellington Phoenix (wynik 1:2; 14 marca 2015)

W wyniku reorganizacji rozgrywek piłkarskich w Australii w czerwcu 2004 roku do Football Federation Australia wpłynęło 20 wniosków o przyznanie licencji na grę w A-League. Przez okres czterech kolejnych miesięcy każda z otrzymanych ofert była analizowana. Ostatecznie, 1 listopada 2004 roku, pozytywnie rozpatrzono osiem ofert, wpośród których została zaakceptowana oferta klubu Perth Glory FC. W dniu 1 lipca 2005 roku na stanowisko trenera został zatrudniony Anglik Steve McMahon. Start sezonu 2005/2006 został poprzedzony rozgrywkami Pre-Season Challenge Cup (2005). Drużyna Perth Glory dotarła do finału pucharu, w którym zmierzyła się przeciwko drużynie Central Coast Mariners FC. Finał zakończył się porażką Perth Glory w stosunku 0:1. Perth Glory zainaugurowało rozgrywki w A-League w dniu 26 sierpnia 2005 roku w domowym spotkaniu przeciwko Central Coast Mariners. Spotkanie zakończyło się porażką gospodarzy w stosunku 0:1. Steve McMahon był trenerem klubu do 15. kolejki sezonu zasadniczego. Natomiast do końca rozgrywek zespół poprowadził Alan Vest. Perth Glory zakończył sezon zasadniczy 2005/2006 na 5. miejscu z dorobkiem 29 punktów i nie uzyskał awansu do serii finałowej rozgrywek.
Po zakończonym sezonie 2005/2006 właściciel klubu Nick Tana zrezygnował z roli właściciela i głównego sponsora klubu. W dniu 1 maja 2006 roku zarządzanie nad klubem przejęła australijska federacja piłkarska – FFA. Po zmianie własnościowej na stanowisko trenera od sezonu 2006/2007 został zatrudniony Anglik Ron Smith. W lutym 2007 roku FFA ogłosiła, że licencja klubu została odkupiona przez trójkę lokalnych biznesmenów Tony’ego Sage’a, Bretta McKeona i Johna Spence’a.
W okresie od sezonu 2006/2007 do 2008/2009 Perth Glory za każdym razem kończyło rozgrywki sezonu zasadniczego na przedostatnim 7. miejscu i ani razu nie zakwalifikowało się do serii finałowej rozgrywek. W rozgrywkach Pre-Season Challenge Cup w 2007 roku, Perth Glory drugi raz awansowało do finału. W finale drużyna z Perth uległa zespołowi Adelaide United FC w stosunku 1:2. Ron Smith pełnił funkcję trenera do 11. kolejki sezonu zasadniczego 2007/2008, następnie stanowisko trenera zostało objęte przez Australijczyka Davida Mitchella. W 2008 roku John Space przestał być współwłaścicielem klubu, natomiast w dniu 18 lutego 2009 roku Brett McKeon również zrezygnował z funkcji współwłaściciela klubu. Na decyzje Bretta McKeona złożyły się kwestie finansowe związane z utrzymanie zespołu młodzieżowego w rozgrywkach National Youth League. Ostatecznie Tony Sage stał się jedynym właścicielem klubu po odkupieniu udziałów od Bretta McKeona.
W sezonie 2009/2010 Perth Glory zakończyło sezon zasadniczy na 5. miejscu i po raz pierwszy w rozgrywkach A-League klub awansował do serii finałowej. Klub zakończył zmagania w serii finałowej na etapie rundy eliminacyjnej, w której uległ po rzutach karnych zespołowi Wellington Phoenix FC (1:1 w meczu; 2:4 w rzutach karnych). Natomiast w kolejnym sezonie (2010/2011) klub zajął przedostatnie 10. miejsce w sezonie zasadniczym i nie uzyskał awansu do serii finałowej. W trakcie sezonu 2010/2011 Szkot Ian Ferguson zastąpił na stanowisku trenera Davida Mitchella.
Za kadencji trenera Iana Fergusona Perth Glory w sezonie zasadniczym 2011/2012 zajął 3. miejsce z 43 punktami i uzyskał awans do serii finałowej rozgrywek. W serii finałowej Perth Glory po raz pierwszy w rozgrywkach A-League awansował do finału. W finale podejmował zespół Brisbane Roar FC. Spotkanie finałowe zakończyło się porażką Perth Glory w stosunku 1:2. Ian Ferguson pełnił funkcję trenera do 20. kolejki sezonu zasadniczego 2012/2013. Następnie na stanowisko trenera został zatrudniony Australijczyk Alistair Edwards. Perth Glory w sezonie 2012/2013 zajęło 6. miejsce w sezonie zasadniczym, które premiowało klub do serii finałowej rozgrywek. Serię finałową klub zakończył na etapie rundy eliminacyjnej, w której po dogrywce uległ zespołowi Melbourne Victory FC w wymiarze 1:2. W trakcie sezonu 2013/2014 Alistair Edwards został zwolniony z funkcji trenera klubu. W dniu 18 grudnia 2013 roku na stanowisko trenera został zatrudniony Anglik Kenny Lowe. Sezon zasadniczy 2013/2014 klub zakończył na 8. miejscu i nie uzyskał awansu do serii finałowej rozgrywek.
Kenny Lowe pełnił funkcję trenera do końca sezonu 2017/2018. Za jego kadencji klub dwukrotnie awansował do serii finałowej rozgrywek oraz dwukrotnie wystąpił w finale krajowego pucharu FFA Cup. W trakcie sezonu 2014/2015 Perth Glory wystąpiło w finale rozgrywek FFA Cup (2014). W finale zespół Perth Glory uległ drużynie Adelaide United w stosunku 0:1. Perth Glory w dniu 10 kwietnia 2015 roku (po rozegraniu 25 z 27 kolejek sezonu zasadniczego) zostało ukarane przez FFA grzywną w wysokości 269 tys. AUD oraz wykluczeniem z serii finałowej rozgrywek z powodu przekroczenia pułapu wynagrodzeń. Perth Glory zostało karnie przesunięte z 3. na 7. miejsce po zakończeniu sezonu zasadniczego, a w serii finałowej wystąpiła drużyna Brisbane Roar. W wyniku przeprowadzonego śledztwa przez FFA ujawniono, że Perth Glory przekroczyło pułap wynagrodzenia o 400 tys. AUD. W następstwie ukarania klubu przez FFA dyrektor generalny klubu Jason Brewer w dniu 16 kwietnia 2015 roku podał się do dymisji oraz przyjął pełną odpowiedzialność na siebie za przekroczenie pułapu wynagrodzeń przez klub.
W sezonie 2015/2016 Perth Glory drugi raz w swojej historii awansował do finału rozgrywek FFA Cup (2015). W finale drużyna Perth Glory podejmowała zespół Melbourne Victory. Finał zakończył się porażką Perth Glory w stosunku 0:2. Sezon zasadniczy klub zakończył na 5. miejscu i uzyskał awans do serii finałowej rozgrywek. Serię finałową klub zakończył na etapie rundy eliminacyjnej, w której uległ drużynie Melbourne City FC (0:2). W kolejnym sezonie (2016/2017) Perth Glory ponownie na koniec sezonu zasadniczego uplasowali się na 5. miejscu. Natomiast w serii finałowej klub dotarł do półfinału, w którym uległ drużynie Sydney FC (0:3). W ostatnim sezonie (2017/2018) za kadencji Kenny’ego Lowe’a Perth Glory zajęło 8. miejsce w sezonie zasadniczy i nie uzyskał awansu do serii finałowej rozgrywek.
W maju 2018 roku ogłoszono, że na stanowisko trenera klubu został zatrudniony Australijczyk Tony Popovic. Tony Popovic oficjalnie objął stanowisko trenera w dniu 1 lipca 2018 roku. W sezonie zasadniczym 2018/2019 Perth Glory po raz pierwszy w historii rozgrywek A-League triumfowało w sezonie zasadniczym, zajmując 1. miejsce z dorobkiem 60 punktów. W serii finałowej klub dotarł do finału. W finale Perth Glory podejmowało zespół Sydney FC. Finał zakończył się porażką drużyny z Perth po rzutach karnych (w meczu 0:0; w rzutach karnych 1:4).

### Perth Glory FC w poszczególnych sezonach
| Sezon                  | Miejsce | M  | Z  | R | P  | B     | Pkt | Seria finałowa        | NSL Cup, Pre-Season Challenge Cup, FFA Cup | Azjatycka Liga Mistrzów |
| ---------------------- | ------- | -- | -- | - | -- | ----- | --- | --------------------- | ------------------------------------------ | ----------------------- |
| National Soccer League |         |    |    |   |    |       |     |                       |                                            |                         |
| 1996/1997              | 7       | 26 | 11 | 5 | 10 | 48–41 | 38  | brak awansu           | nie brał udziału                           | –                       |
| 1997/1998              | 8       | 26 | 10 | 6 | 10 | 35–40 | 36  | brak awansu           | –                                          | –                       |
| 1998/1999              | 3       | 28 | 16 | 5 | 7  | 62–37 | 53  | półfinał              | –                                          | –                       |
| 1999/2000              | 1       | 34 | 19 | 7 | 8  | 60–42 | 64  | finalista Grand Final | –                                          | –                       |
| 2000/2001              | 3       | 30 | 18 | 7 | 5  | 73–33 | 61  | runda eliminacyjna    | –                                          | –                       |
| 2001/2002              | 1       | 24 | 16 | 7 | 1  | 52–23 | 55  | finalista Grand Final | –                                          | –                       |
| 2002/2003              | 2       | 24 | 16 | 2 | 6  | 48–22 | 50  | mistrzostwo           | –                                          | –                       |
| 2003/2004              | 1       | 24 | 18 | 3 | 3  | 56–22 | 57  | mistrzostwo           | –                                          | –                       |
| A-League               |         |    |    |   |    |       |     |                       |                                            |                         |
| 2005/2006              | 5       | 21 | 8  | 5 | 8  | 34–29 | 29  | brak awansu           | finalista                                  | –                       |
| 2006/2007              | 7       | 21 | 5  | 5 | 11 | 24–30 | 20  | brak awansu           | 6. miejsce                                 | –                       |
| 2007/2008              | 7       | 21 | 4  | 8 | 9  | 27–34 | 20  | brak awansu           | finalista                                  | –                       |
| 2008/2009              | 7       | 21 | 6  | 4 | 11 | 31–44 | 22  | brak awansu           | faza grupowa                               | –                       |
| 2009/2010              | 5       | 27 | 11 | 6 | 10 | 40–34 | 39  | runda eliminacyjna    | –                                          | –                       |
| 2010/2011              | 10      | 30 | 5  | 8 | 17 | 27–54 | 23  | brak awansu           | –                                          | –                       |
| 2011/2012              | 3       | 27 | 13 | 4 | 10 | 40–35 | 43  | finalista Grand Final | –                                          | –                       |
| 2012/2013              | 6       | 27 | 9  | 5 | 13 | 29–31 | 32  | runda eliminacyjna    | –                                          | –                       |
| 2013/2014              | 8       | 27 | 7  | 7 | 13 | 28–37 | 28  | brak awansu           | –                                          | –                       |
| 2014/2015              | 7       | 27 | 14 | 8 | 5  | 45–35 | 50  | wykluczenie           | finalista                                  | –                       |
| 2015/2016              | 5       | 27 | 13 | 4 | 10 | 49–42 | 43  | runda eliminacyjna    | finalista                                  | –                       |
| 2016/2017              | 5       | 27 | 10 | 9 | 8  | 53–53 | 39  | półfinał              | 1/8 finału                                 | –                       |
| 2017/2018              | 8       | 27 | 10 | 2 | 15 | 37–50 | 32  | brak awansu           | 1/16 finału                                | –                       |
| 2018/2019              | 1       | 27 | 18 | 6 | 3  | 56–23 | 60  | finalista Grand Final | 1/16 finału                                | –                       |
| 2019/2020              |         |    |    |   |    |       |     |                       | 1/16 finału                                |                         |

Źródła: www.ozfootball.net i www.ultimatealeague.com.
Legenda:

    mistrzostwo ligi, 1. miejsce w sezonie zasadniczym lub zwycięstwo w innych rozgrywkach;

    2. miejsce w sezonie zasadniczym lub finał rozgrywek;

    3. miejsce w sezonie zasadniczym lub 3. miejsce w innych rozgrywkach;

    wykluczenie z rozgrywek.

## Rezerwy i sekcja kobiet

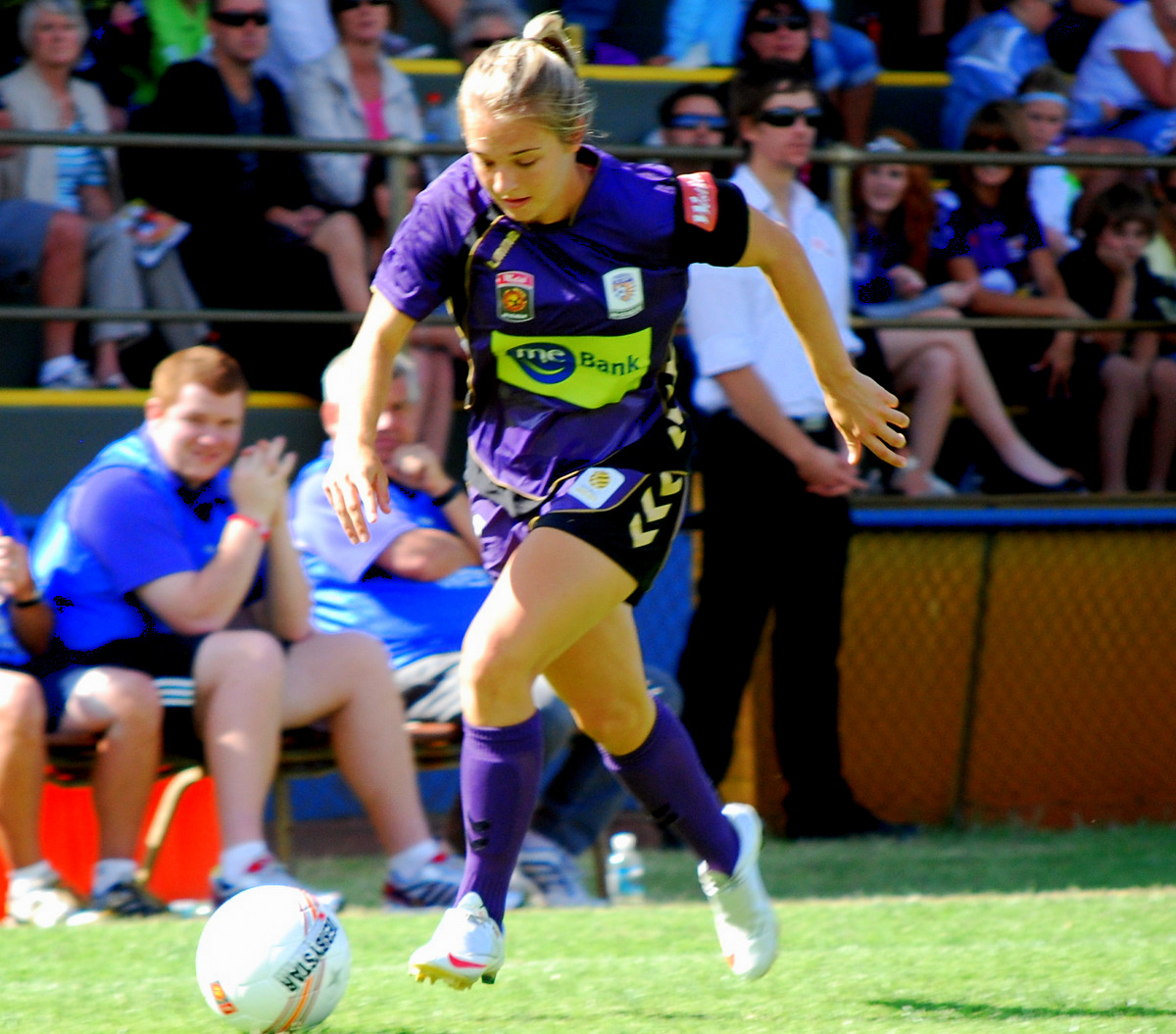
Piłkarka Marianna Tabain w meczu pomiędzy Perth Glory i Canberra United FC (wynik 1:4; 7 listopada 2010)

### Rezerwy
Sekcja młodzieżowa klubu Perth Gloryy FC została założona w 2008 roku i przystąpiła do rozgrywek A-League National Youth League (od sezonu 2018/2019 funkcjonują pod nazwą Y-League). Najlepszy rezultat zespół młodzieżowy osiągnął w sezonie 2009/2010. W sezonie zasadniczym klub uplasował się na 2. miejscu oraz wystąpił w finale serii finałowej, w którym przegrał z drużyną Gold Coast United FC (1:2). Dodatkowo rezerwy klubu od 2014 roku przystąpiły do rozgrywek stanowych National Premier Leagues Western Australia (NPL Western Australia). W sezonie 2018 rezerwy Perth Glory wystąpiły w finale rozgrywek stanowych, w którym uległy zespołowi Perth SC (1:4).

### Sekcja kobieca
Sekcja kobieca klubu Perth Glory FC została założona w 2008 roku i przystąpiła do rozgrywek W-League od sezonu 2008/2009. Inauguracyjne spotkanie odbyło się 25 października 2008 roku w meczu domowym przeciwko kobiecemu zespołowi Sydney FC. Spotkanie zakończyło się porażką Perth Glory w stosunku 0:4. Sekcja kobieca klubu w 2014 roku triumfowała w sezonie zasadniczym. Ponadto trzykrotnie występowała w finale rozgrywek, za każdym razem przegrywając (2014, 2017, 2019).

## Sukcesy

### Seniorzy
- Mistrz Australii (2)[e]: 2003, 2004;
- Finalista Grand Final (4)[e]: 2000, 2002, 2012, 2019;
- Zwycięzca sezonu zasadniczego (4)[e]: 2000, 2002, 2004, 2019;
- Finalista pucharu FFA Cup (2): 2014, 2015;
- Finalista pucharu Pre-Season Challenge Cup (2): 2005, 2007.

### Rezerwy
- Finalista Grand Final w rozgrywkach NPL Western Australia (1): 2018;
- Finalista Grand Final w rozgrywkach Y-League (1): 2010.

### Sekcja kobiet
- Finalista Grand Final (3): 2014, 2017, 2019;
- Zwycięzca sezonu zasadniczego (1): 2014.

## Trenerzy
| Lp. | Trenerzy            | Lata                                    |
| --- | ------------------- | --------------------------------------- |
| 1   | Gary Marocchi       | 1 lipca 1996 – 30 czerwca 1998          |
| 2   | Bernd Stange        | 1 lipca 1998 – 30 czerwca 2001          |
| 3   | Jean-Michel d'Avray | 1 lipca 2001 – 30 czerwca 2004          |
| 4   | Steve McMahon       | 1 lipca 2005 – 10 grudnia 2005          |
| 5   | Alan Vest           | 11 grudnia 2005 – 30 czerwca 2006       |
| 6   | Ron Smith           | 1 lipca 2006 – 3 listopada 2007         |
| 7   | David Mitchell      | 4 listopada 2007 – 12 października 2010 |
| 8   | Ian Ferguson        | 13 października 2010 – 10 lutego 2013   |
| 9   | Alistair Edwards    | 11 lutego 2013 – 17 grudnia 2013        |
| 10  | Kenny Lowe          | 18 grudnia 2013 – 30 czerwca 2018       |
| 11  | Tony Popovic        | 1 lipca 2018 –                          |

## Stadion

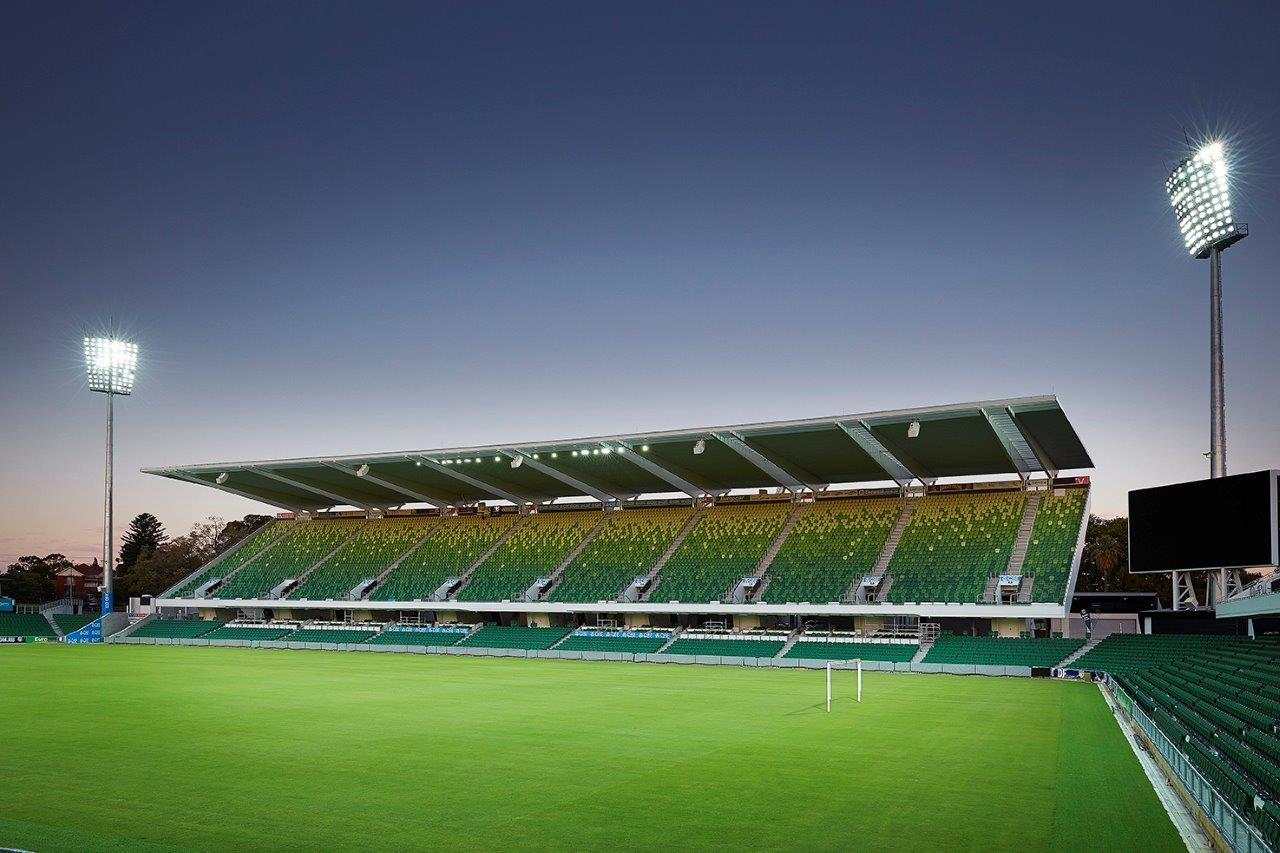
Perth Oval

Perth Glory od czasu przystąpienia do rozgrywek National Soccer League oraz A-League rozgrywa domowe spotkania na obiekcie Perth Oval o pojemności 20 500 widzów. Stadion został oddany do użytku w 1903 roku. Położony jest przy ulicy Pier Street w dzielnicy central business district (City of Vincent). Transport publiczny w okolicy stadionu obsługiwany jest przez komunikację autobusową oraz kolejową (stacje: Claisebrook, East Perth, McIver i Perth).
Perth Glory sporadycznie swoje mecze domowe w A-League rozgrywał również na innych obiektach sportowych w Australii Zachodniej. Dotychczas w roli gospodarza wystąpił na dwóch innych stadionach:
- Perth Stadium w Perth,
- Subiaco Oval w Perth.

## Kibice i rywalizacje

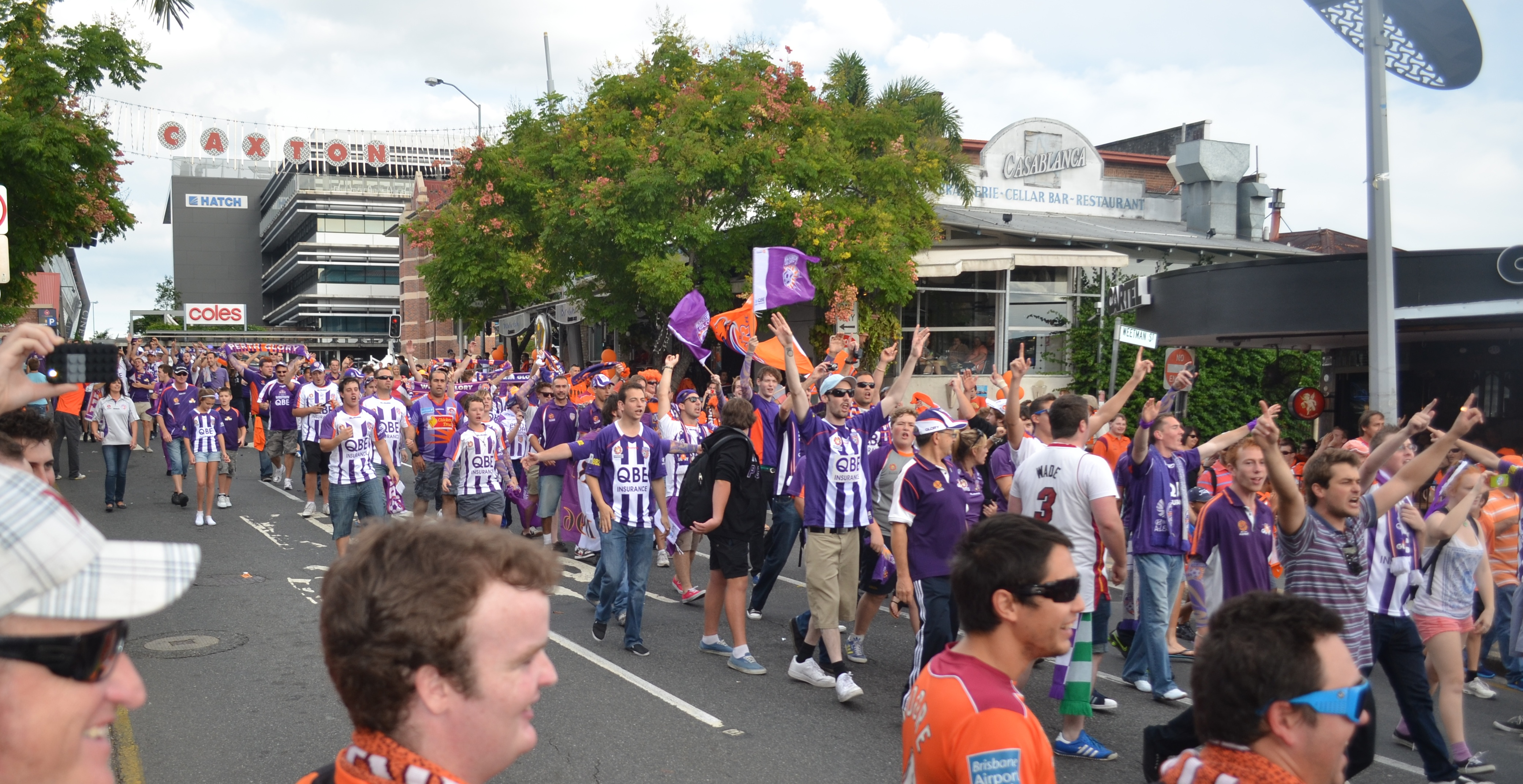
Kibice Perth Glory przed meczem finałowym przeciwko Brisbane Roar (wynik 1:2, 22 kwietnia 2012)

Po przystąpieniu Perth Glory do rozgrywek NSL w 1996 roku, klub przyciągnął na trybuny rzesze kibiców. Średnia frekwencja w sezonie 1996/1997 na meczach domowych wyniosła 11 871 widzów i była najwyższa w lidze. Część kibiców, która gromadziła się za jedną z bramek prowadziła aktywne wsparcie drużyny w trakcie meczów domowych. Grupa stała się znana jako Boys from the Shed, złożona była z młodych mężczyzn oraz w swoim stylu kibicowania nawiązywali do brytyjskiej tożsamości. Współcześnie grupa nazywa się Glory Shed Supporters Club i prowadzi doping z trybuny The Shed.

### The Distance Derby
The Distance Derby określenie spotkań rozgrywanych pomiędzy Perth Glory FC i Wellington Phoenix FC. Określenie spotkań pomiędzy oboma zespołami wywodzi się z dystansu, który dzieli miasta Perth oraz Wellington i wynosi 5255 km. Do pierwszego spotkania między obiema drużynami doszło 30 września 2007 roku, które zakończyło się porażką Perth Glory w stosunku 1:4. W sezonie 2015/2016 obie drużyny zmierzyły się w rywalizacji o puchar Long Distance Derby Cup, na który złożyły się trzy mecze sezonu zasadniczego. Puchar zdobyła drużyna Perth Glory, która zanotowała lepszy bilans przeciwko drużynie Wellington Phoenix pokonując ją dwukrotnie (1:0 i 2:1) oraz raz przegrywając (1:2).

#### Bilans pojedynków Perth Glory FC – Wellington Phoenix FC
| Rozgrywki | M  | Z  | R | P  | B+ | B– | +/− |
| --------- | -- | -- | - | -- | -- | -- | --- |
| A-League  | 38 | 17 | 8 | 13 | 54 | 49 | +5  |
| Ogółem    | 38 | 17 | 8 | 13 | 54 | 49 | +5  |

Stan na 19 maja 2019 roku.

## Rekordy
Poniżej zaprezentowano rekordy klubu od 2005 roku. Dla rozgrywek NSL podano wyłącznie najwyższą wygraną i porażkę Perth Glory. Stan na 19 maja 2019 roku.
Najwyższa wygrana:
- Newcastle United Jets FC 1:6 Perth Glort FC (24 stycznia 2016);
- Adelaide United FC 0:5 Perth Glory FC (10 lutego 2017);
- Perth Glory FC 5:0 Wellington Phoenix FC (28 kwietnia 2019);
- Perth Glory FC 6:0 Canberra Cosmos FC (3 listopada 1996, NSL[99]);
- Perth Glory FC 6:0 Brisbane Strikers FC (14 lutego 1999, NSL[100]).

Najwyższa porażka:
- Sydney FC 6:0 Perth Glory FC (30 grudnia 2017);
- Parramatta Power SC 6:0 Perth Glory FC (2 listopada 2003, NSL[101]).

Najwięcej zwycięstw z rzędu:
- 6 spotkań (od 29 października do 21 listopada 2014).

Najwięcej porażek z rzędu:
- 7 spotkań (od 12 września do 30 października 2010).

Najdłuższa seria bez przegranego meczu:
- 13 spotkań (od 31 grudnia 2018 do 15 marca 2019).

Najdłuższa seria bez wygranego meczu:
- 12 spotkań (od 12 sierpnia do 2 listopada 2007).